# John Quinn (Kunstsammler)

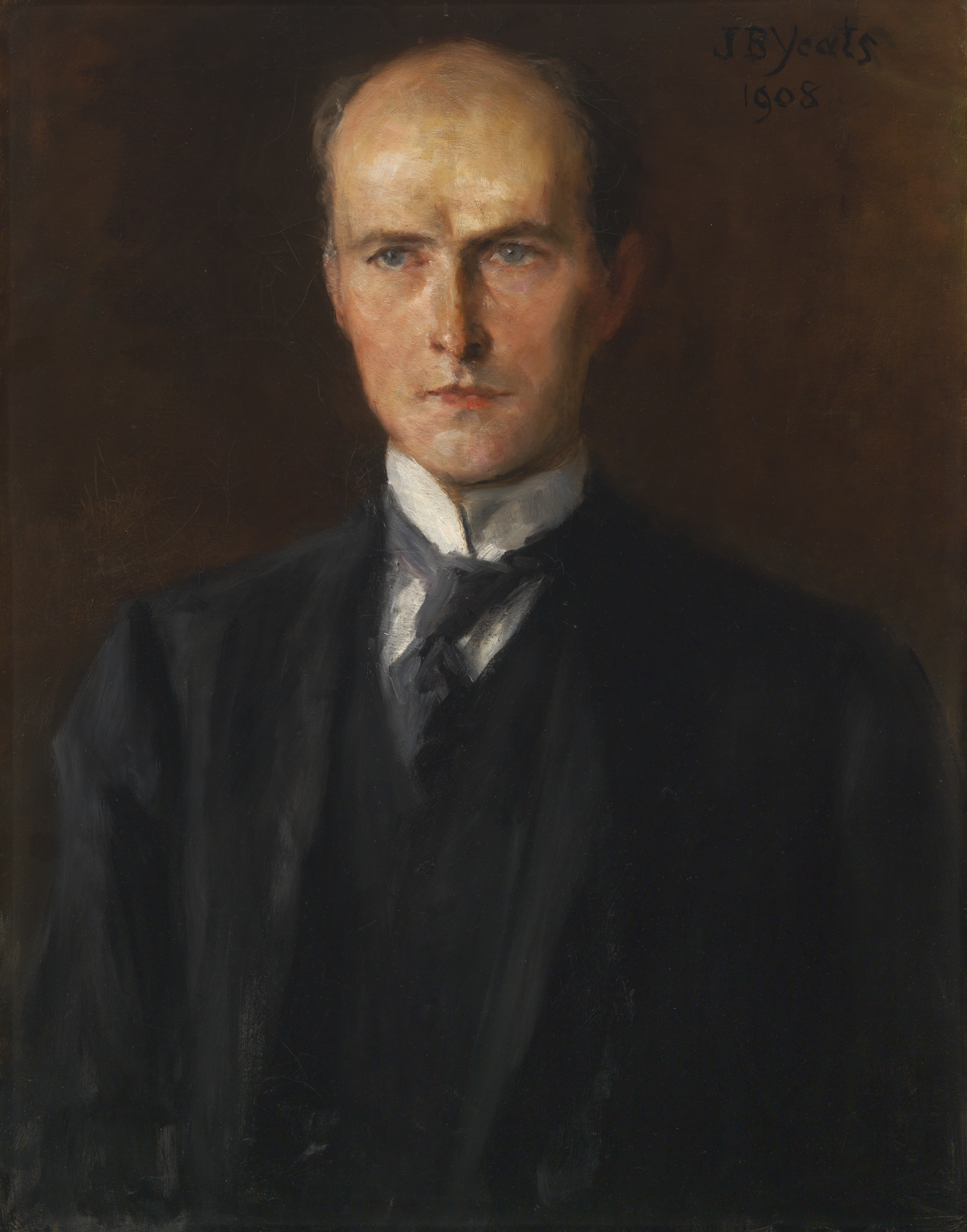
John Butler Yeats: Bildnis John Quinn, 1908

John Quinn (* 14. April 1870 in Tiffin, Ohio; † 28. Juli 1924 in Fostoria, Ohio) war ein irisch-amerikanischer Rechtsanwalt in New York, ein bedeutender Förderer der wichtigsten Künstler des Post-Impressionismus und der literarischen Moderne sowie Sammler von Originalmanuskripten.

## Leben und Wirken
Quinn wurde als Sohn des irischen Bäckers und Lebensmittelhändlers James W. Quinn und dessen Frau Mary Quinn, geb. Quinlaw, in Tiffin, Ohio, geboren. Er wuchs in der Nähe von Fostoria, Ohio auf, wo seine Eltern im Jahre 1871 arbeiteten. Seine Großeltern väterlicherseits, James und Mary Quinn, geb. Madigan, die aus County Limerick in Irland stammten, ließen sich 1851 in Tiffin, Ohio, nieder, wo sein Großvater Schmied von Beruf war.
John Quinn wurde bald ein erfolgreicher New Yorker Anwalt, Mäzen und Sammler, vor allem von Handschriften Joseph Conrads. 1902 traf er auf William Butler Yeats und wurde dessen wichtigster Förderer. Er war Verteidiger von James Joyce und T. S. Eliot in rechtlichen Angelegenheiten. Der Schriftsteller Ezra Pound war sein Freund.

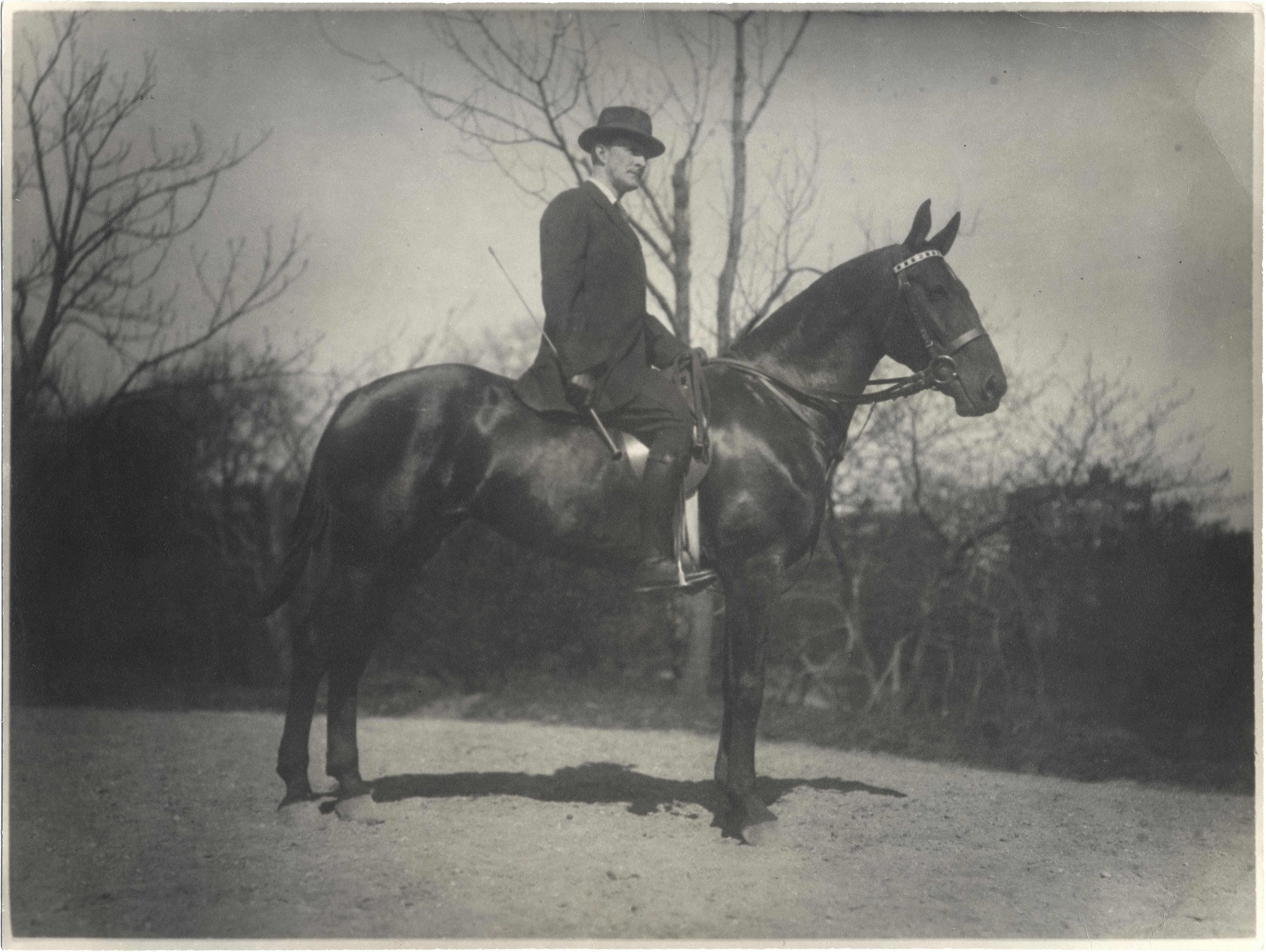
John Quinn, um 1913

Quinn war Mitorganisator und Laudator der Armory Show, einer Ausstellung moderner Kunst in New York im Jahr 1913, bei der er in der Eröffnungsrede zur Ausstellung noch einmal eindeutig die Absichten dieser wichtigen Ausstellung formulierte: „Die Mitglieder dieser Vereinigung haben uns gezeigt, daß die amerikanischen Künstler – die jungen amerikanischen Künstler – sich vor den europäischen Ideen oder der europäischen Kultur nicht fürchten und auch keinerlei Grund dazu haben. Sie sind der Meinung, daß man im Bereich der Kunst nur die besten erhalten und pflegen sollte. Diese Ausstellung wird für die amerikanische Kunst epochemachend sein. Dieser Abend wird ein Markstein nicht nur für die Geschichte der modernen und amerikanischen Kunst, sondern für die moderne Kunst im allgemeinen sein. […].“ Auf der Ausstellung lernte er die Skulpturen des rumänischen Bildhauers Constantin Brâncuși kennen und förderte ihn bis zu seinem Tod.
Quinn war ein Anhänger der irischen Nationalisten und mit Persönlichkeiten wie John Devoy und Roger Casement assoziiert, obwohl er vor und während des Ersten Weltkriegs für den britischen Geheimdienst arbeitete. In dieser Funktion agierte er als Sachbearbeiter, unter anderem für Aleister Crowley, ein Agent Provocateur, der sich als ein irischer Nationalist ausgab, um anti-britische Gruppen von Iren und Deutschen in die Vereinigten Staaten einzuschleusen.
Quinn starb im Alter von 54 Jahren und wurde von seiner Familie in Fostoria begraben.